# Pseuderythrops
Pseuderythrops är ett släkte av kräftdjur. Pseuderythrops ingår i familjen Mysidae.
Kladogram enligt Catalogue of Life:
| Pseuderythrops | \| \| Pseuderythrops gracilis \| \| \| \| \| \| Pseuderythrops megalops \| \| \| \| |
|                | \| \| Pseuderythrops gracilis \| \| \| \| \| \| Pseuderythrops megalops \| \| \| \| |
|                | Pseuderythrops gracilis                                                             |
|                |                                                                                     |
|                | Pseuderythrops megalops                                                             |
|                |                                                                                     |